# Vepris mendoncana
Vepris mendoncana är en vinruteväxtart som beskrevs av W. Mziray. Vepris mendoncana ingår i släktet Vepris och familjen vinruteväxter. Inga underarter finns listade i Catalogue of Life.